# Mars (mythologie)

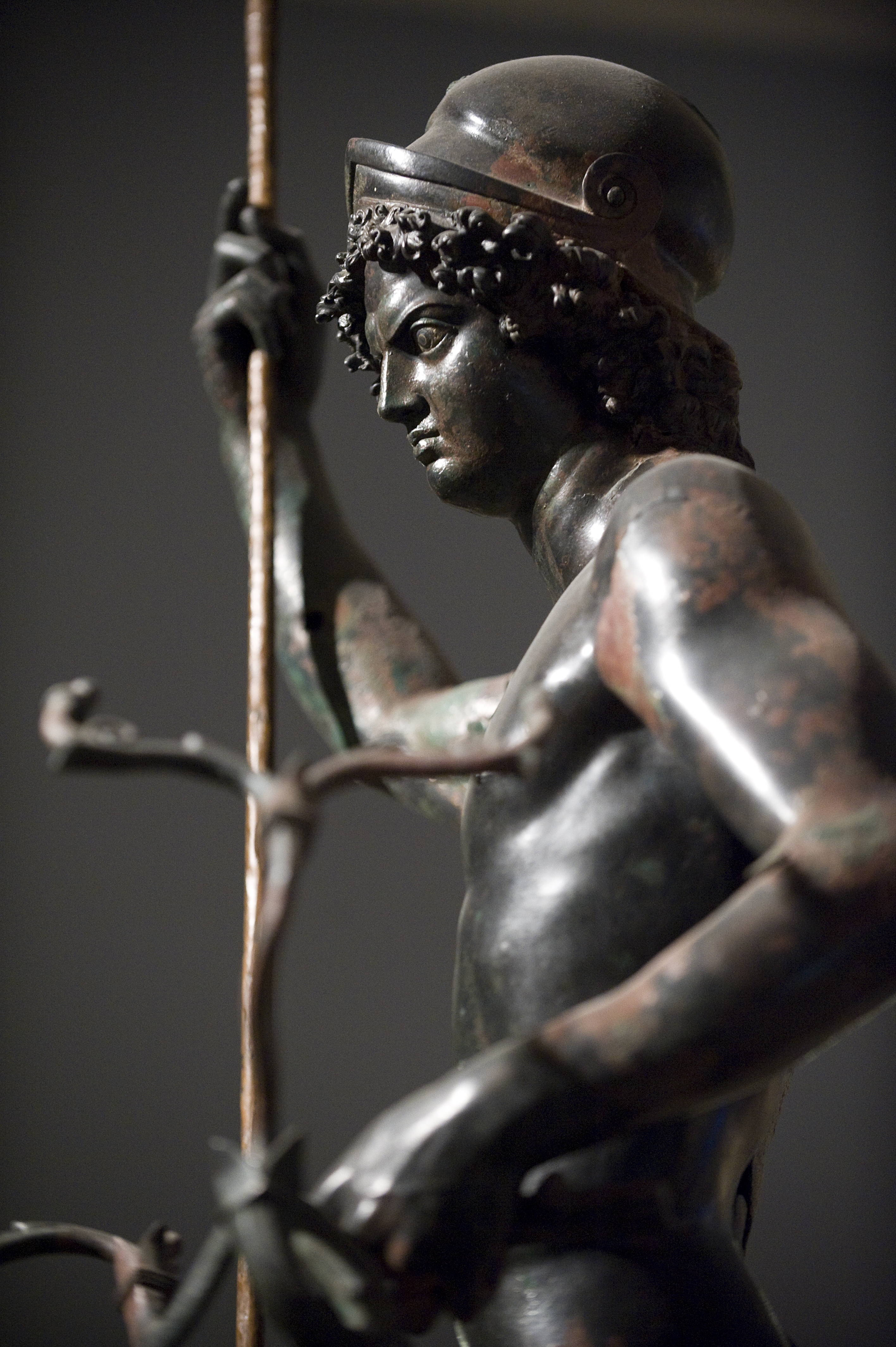
De Mars van Zeugma in het Turkse Zeugma Mozaïekmuseum

Mars was de Romeinse god van de oorlog, maar had daarnaast ook nog enkele vruchtbaarheidsfuncties. Hij was bekend bij alle Italische volkeren.
Hij was de zoon van Juno (de koningin der goden) en Jupiter, de vader der goden (of van Juno alleen, bezwangerd met behulp van een magische bloem).
Oorspronkelijk was hij vooral de god van de vruchtbaarheid en beschermer van het vee, maar later smolt hij samen met de Griekse god Ares en werd hij primair geassocieerd met strijd, dood en oorlog. Zijn Etruskische equivalent is Laran.
Mars is de meest vereerde god van het Romeinse Rijk, waarschijnlijk omdat zijn zonen (Romulus en Remus) gezien worden als de stichters van Rome.
De maand maart en de planeet Mars zijn naar deze god vernoemd.

## De oude trias Jupiter-Mars-Quirinus
Samen met Jupiter en Quirinus vormde Mars de oude Indo-Europese trias van Rome. Terwijl Jupiter de soevereiniteit op politiek en religieus vlak patroneerde en Quirinus de burgers, patroneerde Mars de burgers onder de wapen: de milites (soldaten). De vraag of Mars in oorsprong een vruchtbaarheidsgod dan wel een gevaarlijke god was, hangt samen met het feest van de equus october ("oktoberpaard", zie daar voor meer uitleg).
Wanneer een officier zonder zelfstandig commando de spolia opima ("vette buit", d.i. de wapenrusting van de vijandige veldheer) veroverd had, bracht hij het aan Mars (secunda spolia), terwijl een Romeins veldheer en een miles het respectievelijk aan Iuppiter Feretrius (prima spolia) of aan Quirinus (tertia spolia) zouden wijden.
Voor Augustus had Mars maar één heiligdom binnen het pomerium: het sacrarium Martialis in de Regia. Hier werden de ancilia en lans(en) van Mars bewaard. Wanneer een veldheer op veldtocht trok, bewoog hij eerst deze lans(en) en zei: "Mars vigila" ("Mars, wees waakzaam").
Hij had net zoals Quirinus een college van twaalf Salii. De zijne waren de Salii Palatini, terwijl die van Quirinus de Salii Collini genoemd werden.

## Feesten ter ere van Mars
| - Feriae Marti - Equirria - Agonium Martiale - Quinquartus - Tubilustrium - Equus october - Armilustrium | - 1 maart - 27 februari & 14 maart - 17 maart - 19 maart - 23 maart & 23 mei - 15 oktober - 19 oktober |

## Voetnoten
1. ↑  De Indo-Europese trias is een term van Dumézil, die gelijkenissen ziet tussen de oud-Romeinse trias Jupiter-Mars-Quirinus en o.a. de Umbrische trias Jupiter-Mars-Vofionus die we terugvinden op de tabulae Iguvinae. Ook de Grieken, Kelten, Indo-Iraniërs, Baltische volkeren, Germanen en Slavische volkeren kenden een dergelijke trias. De Indo-Europese trias vertegenwoordigde de drie maatschappelijke lagen van de Indo-Europese maatschappij: heersende klasse (hemelgod, hier Jupiter), krijgersklasse (oorlogsgod die zich meestal op aarde manifesteert, hier Mars) en boerenklasse (vruchtbaarheidsgod die zich meestal onder de grond manifesteert, hier Quirinus). Deze indeling in een trias treft men aan in vele Indo-Europese culturen. De oude trias zou in de Etruskisch periode (eind 6e eeuw v.Chr. vervangen worden de Capitolijns-Etruskische trias Jupiter-Juno-Minerva (naar analogie met de Etruskische trias Tinia-Uni-Menrva).
2. ↑  De Salii Collini en de Salii Palatini vormden twee genootschappen van elk 12 Salii, jongemannen, die zich wijden aan het opvoeren van krijgsdansen ter ere van respectievelijk Quirinus en Mars. Hierbij hanteerden ze ancilia (archaïsche schilden die gedacht werden uit de hemel te zijn gevallen op 1 maart onder Numa Pompilius en bewaard werden in de sacrarium Martialis in de Regia (het koninklijk paleis)) en speren. De dagen waarop de Salii dansten vielen in de maanden maart en oktober, niet toevallig de overgangsmaanden van vredes- naar oorlogsseizoen en omgekeerd.